# Woodstock (Minnesota)
Woodstock – miasto w Stanach Zjednoczonych, w stanie Minnesota, w hrabstwie Pipestone.